# Ještěd (góra)

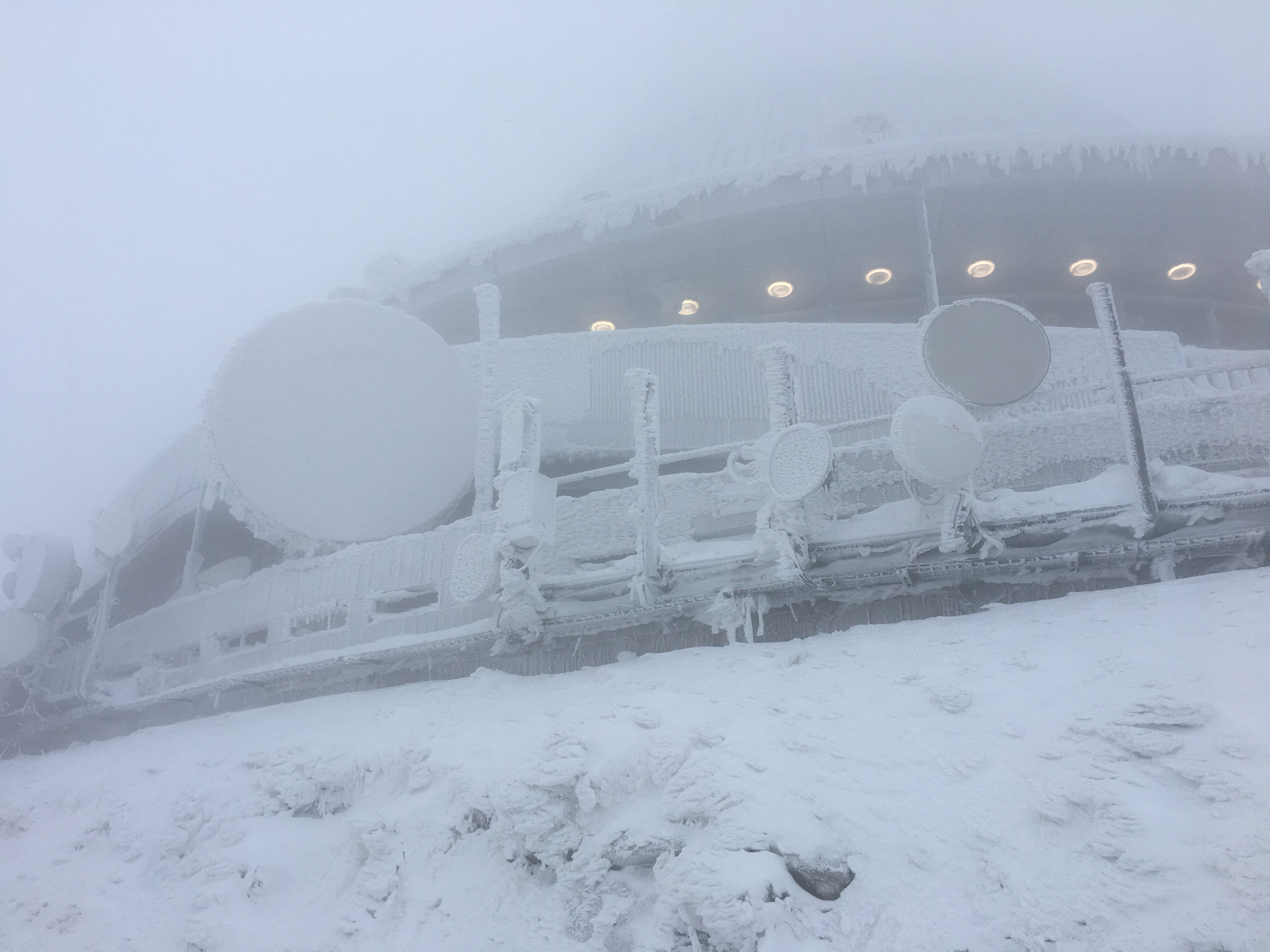
Jested - zima - wieża

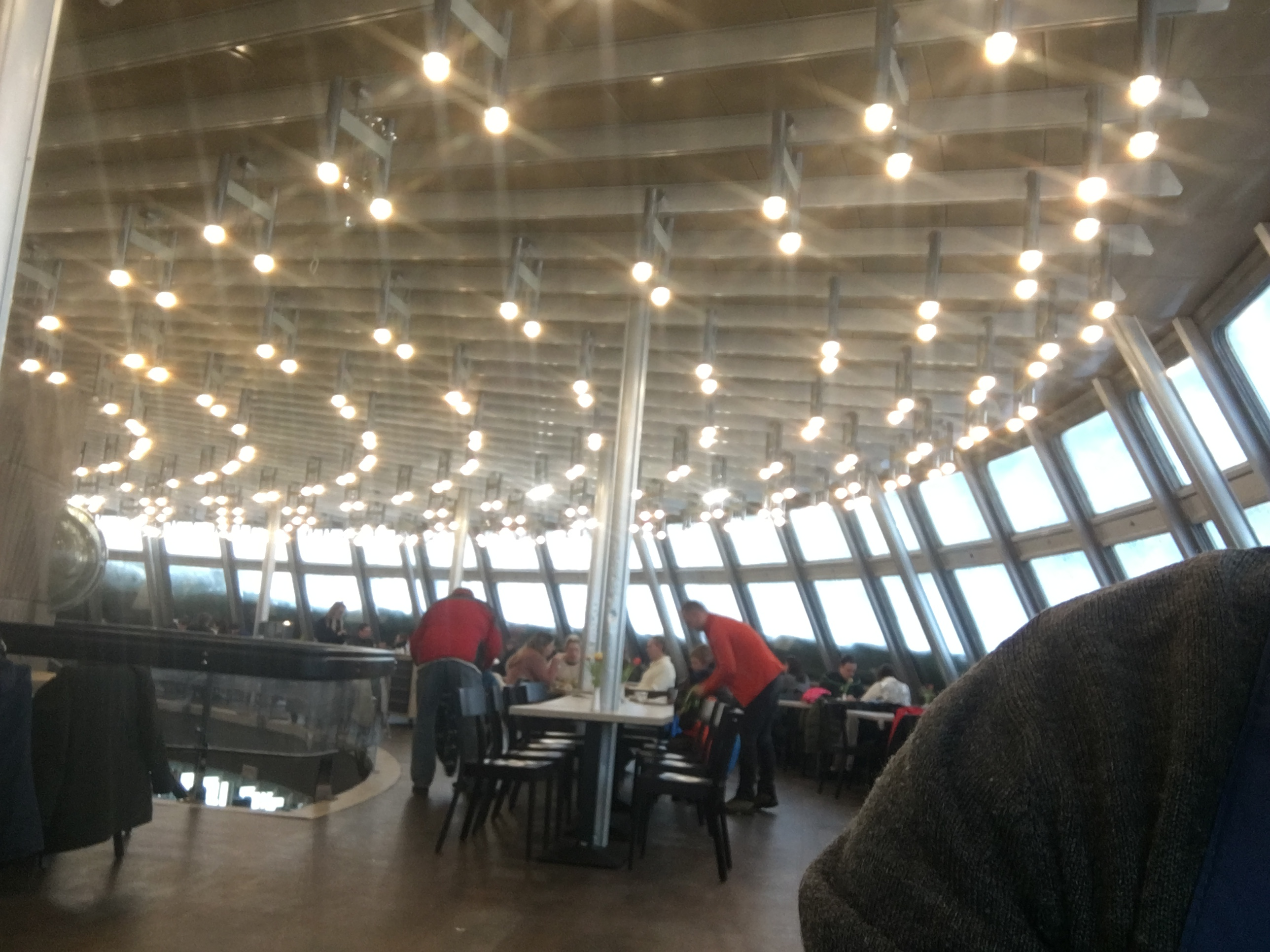
restauracja JESTED

Ještěd (pol. Jeszted dawniej Jeszczed, niem. Jeschken, 1012 m n.p.m.) – najwyższy szczyt Grzbietu Jesztedzkiego (cz. Ještědský hřbet) i zarazem Grzbietu Jesztiedzko-Kozakowskiego (cz. Ještědsko-kozákovský hřbet).
Leży na południowy zachód od Liberca w północnych Czechach. Ośrodek sportów narciarskich, kompleks skoczni narciarskich, trasy zjazdowe.
Na szczycie góry Ještěd znajduje się trzygwiazdkowy hotel, do którego prowadzi trzykilometrowa asfaltowa droga z przełęczy Tetřeví sedlo (770 m n.p.m.) położonej na drodze z Liberca do miasta Český Dub. 
Hotel oraz towarzyszący mu nadajnik telewizyjny zostały zbudowane w latach 1963−1973 według projektu Karela Hubáčka, za który architekt otrzymał w 1969 nagrodę Auguste’a Perreta,
przyznawaną przez Międzynarodową Unię Architektów. W obiekcie znajduje się rzeźba z betonu i szkła autorstwa Stanislava Libenskiego i Jaroslavy Brychtovej.

## Koleje linowe i wyciągi narciarskie
| Nazwa                     | Typ                               | Długość (m) | przepustowość (osób/godz.) | Uwagi                            |
| ------------------------- | --------------------------------- | ----------- | -------------------------- | -------------------------------- |
| Kolej gondolowa na Ještěd | Kolej gondolowa (kabiny 35-osob.) | 1180        | 525                        | Właściciel České dráhy a. s.     |
| Černý vrch                | Kolej krzesełkowa 4-osob.         | 810         | 2005                       |                                  |
| Skalka                    | Kolej krzesełkowa 4-osob.         | 1470        | 2400                       |                                  |
| Nové Pláně                | Kolej krzesełkowa 2-osob.         | 600         | 1200                       |                                  |
| Staré Pláně               | Wyciąg orczykowy                  | 290         | 1200                       |                                  |
| Pod lany                  | Wyciąg orczykowy                  | 385         | 1200                       |                                  |
| Bucharka                  | Wyciąg talerzykowy                | 170         | 840                        |                                  |
| Na hřeben                 | Wyciąg orczykowy                  | 450         | 1200                       | Łącznik między Pláněmi a Skalkou |
| Dziecięcy                 |                                   |             |                            |                                  |

W listopadzie 2021 jedna z kabin kolejki linowej wraz z obsługującym ją pracownikiem spadła na ziemię, co spowodowało trwałe zamknięcie kolejki przez właściciela, którym są Koleje Czeskie. Przejęciem i dalszą jej eksploatacją jest zainteresowane miasto Liberec.